# Zhug

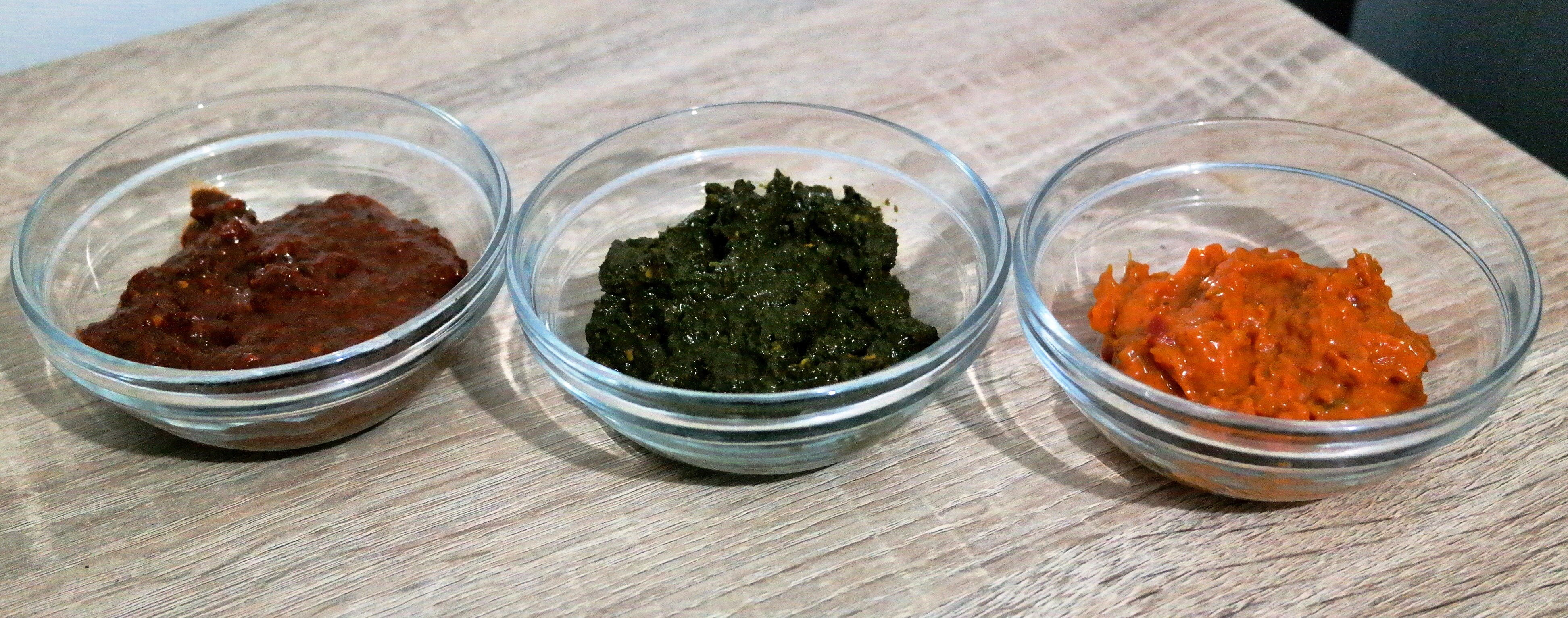
Gerookte, groene en rode zhug

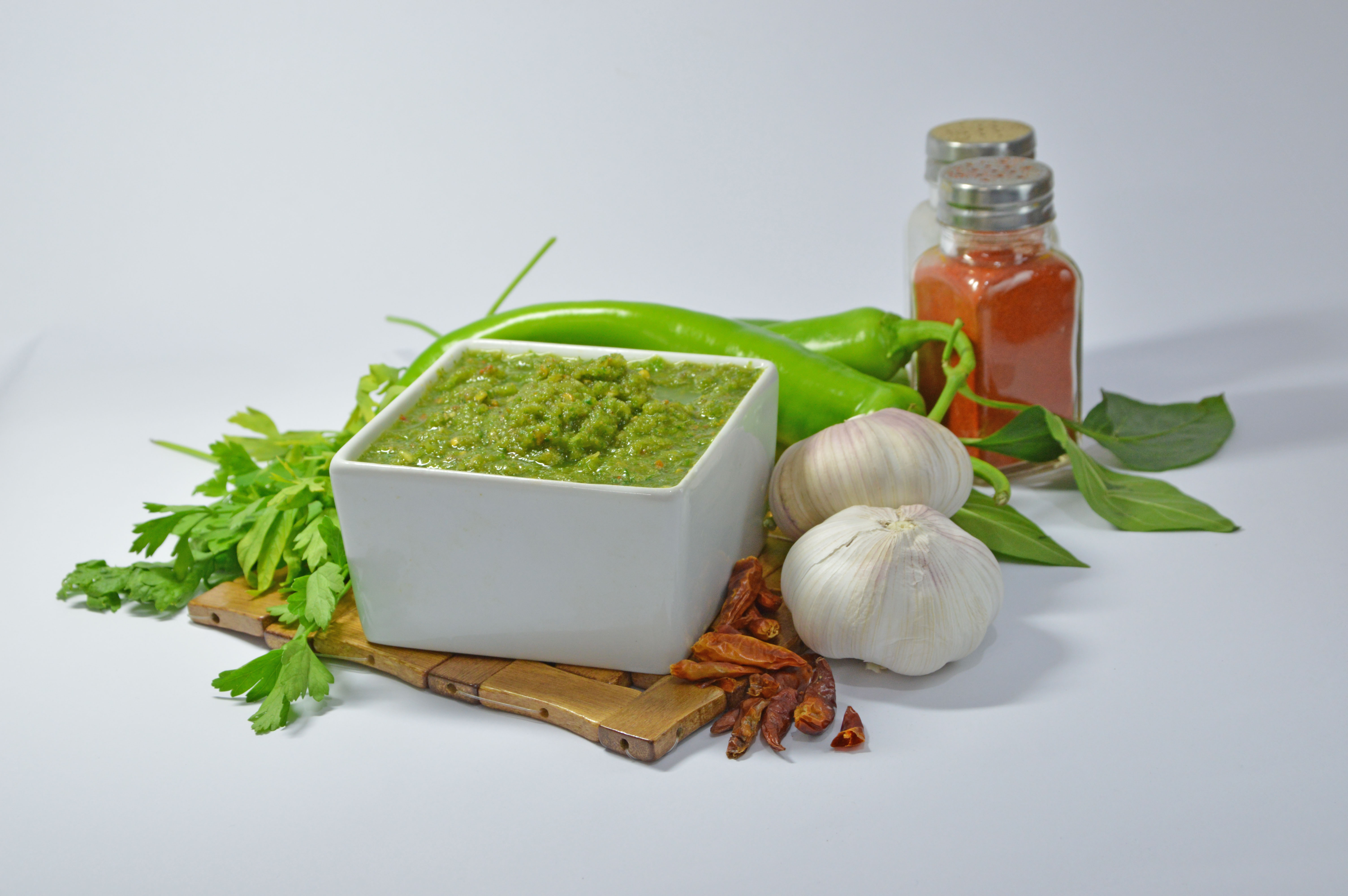
Ingrediënten van zhug: chilipeper, koriander, knoflook, zout en optioneel zwarte karwij

Zhug, schoek of schoeg (Jemenitisch-Arabisch: سَحاوِق  sahawiq, Hebreeuws: זחוק) is een chilisaus afkomstig uit de Jemenitische keuken. Dit condiment is populair op het Arabisch Schiereiland en heeft de afgelopen jaren zijn intrede gedaan in Noord-Amerika en Europa. In de Golfstaten is zhug bekend onder de naam daqqus (دقوس).

## Ingrediënten
Zhug wordt gemaakt van verse rode of groene chilipepers, gekruid met koriander, knoflook, zout, zwarte karwij (optioneel) en verschillende andere specerijen. Afhankelijk van de gebruikte pepers kan zhug rood of groen van kleur zijn.

## Varianten
Varianten in Jemen zijn sahawiq akhdar (groene sahawiq), sahawiq ahmar (rode sahawiq) en sahawiq bel-jiben (sahawiq met kaas). In Israël zijn er de varianten skhug adom (rode zhug), skhug yarok (groene zhug) en skhug chum (bruine zhug) waaraan tomaat is toegevoegd.
In Israël wordt zhug aangeduid met de generieke term harif (Hebreeuws: חריף, letterlijk ´heet/pittig´). Zhug werd door Jemenitische-Joodse vluchtelingen meegebracht naar Israël tijdens Operatie Magic Carpet. Het is thans in Israël een populair condiment bij falafel- en shoarmakraampjes, waar het geserveerd wordt met hummus.

## Bereiding
Traditionele Jemenitische koks bereiden zhug met behulp van twee stenen: een grote steen als werkblad en een kleinere steen voor het verbrijzelen van de ingrediënten. Alternatieve hulpmiddelen zijn een vijzel of een keukenmachine.